# Uovo scandinavo
L'Uovo scandinavo, noto anche come Uovo Quisling, è un uovo di Pasqua gioiello che fu fabbricato a San Pietroburgo tra il 1899 e il 1903 sotto la supervisione di Michael Perkhin, per conto del gioielliere russo Peter Carl Fabergé al quale era stato ordinato da uno sconosciuto cliente.

## Proprietari
L'uovo fu ritrovato nel 1980 in una cassetta di sicurezza a Oslo, tra le proprietà di Maria Quisling (1900-1980), la vedova di Vidkun Quisling, collaborazionista fascista durante la Seconda guerra mondiale che, tra il 1918 e il 1919, con il grado di maggiore dell'esercito norvegese, servì come addetto militare a Pietrogrado dove probabilmente comperò l'uovo.
Negli anni ottanta Malcolm Forbes acquistò l'uovo per la sua collezione.
Il 4 febbraio 2004 la casa d'aste Sotheby's ha annunciato che, senza passare per una pubblica asta, la Forbes Magazine Collection era stata acquistata da Viktor Vekselberg per quasi 100 milioni di dollari, in questo modo più di 180 opere d'arte Fabergé, incluso l'Uovo scandinavo e nove delle rare uova imperiali, dopo circa ottant'anni sono tornate nel loro paese d'origine dove dal novembre 2013 sono esposte al Museo Fabergé di San Pietroburgo.

## Descrizione
L'uovo è fatto d'oro rosso e verde, smalto rosso fragola, bianco e giallo ed è foderato di camoscio.
Il guscio è smaltato di rosso fragola traslucido su fondo ghiglioscé ed è diviso in due da una banda d'oro rosso decorata con una fascia di foglie di alloro d'oro verde cesellato.
L'uovo si apre rivelando l'interno smaltato di bianco a rappresentare l'albume ed un tuorlo di smalto giallo opaco.

### Sorpresa
Il tuorlo è incernierato e al suo interno, in uno scomparto rivestito di pelle scamosciata, è celata una piccola gallina d'oro naturalisticamente smaltata nei toni del marrone con tocchi di bianco e grigio, gli occhi sono diamanti taglio rosetta.
Quando il becco viene sollevato la gallina si apre in senso orizzontale, la cerniera è nascosta nelle penne della coda.

## Ispirazione

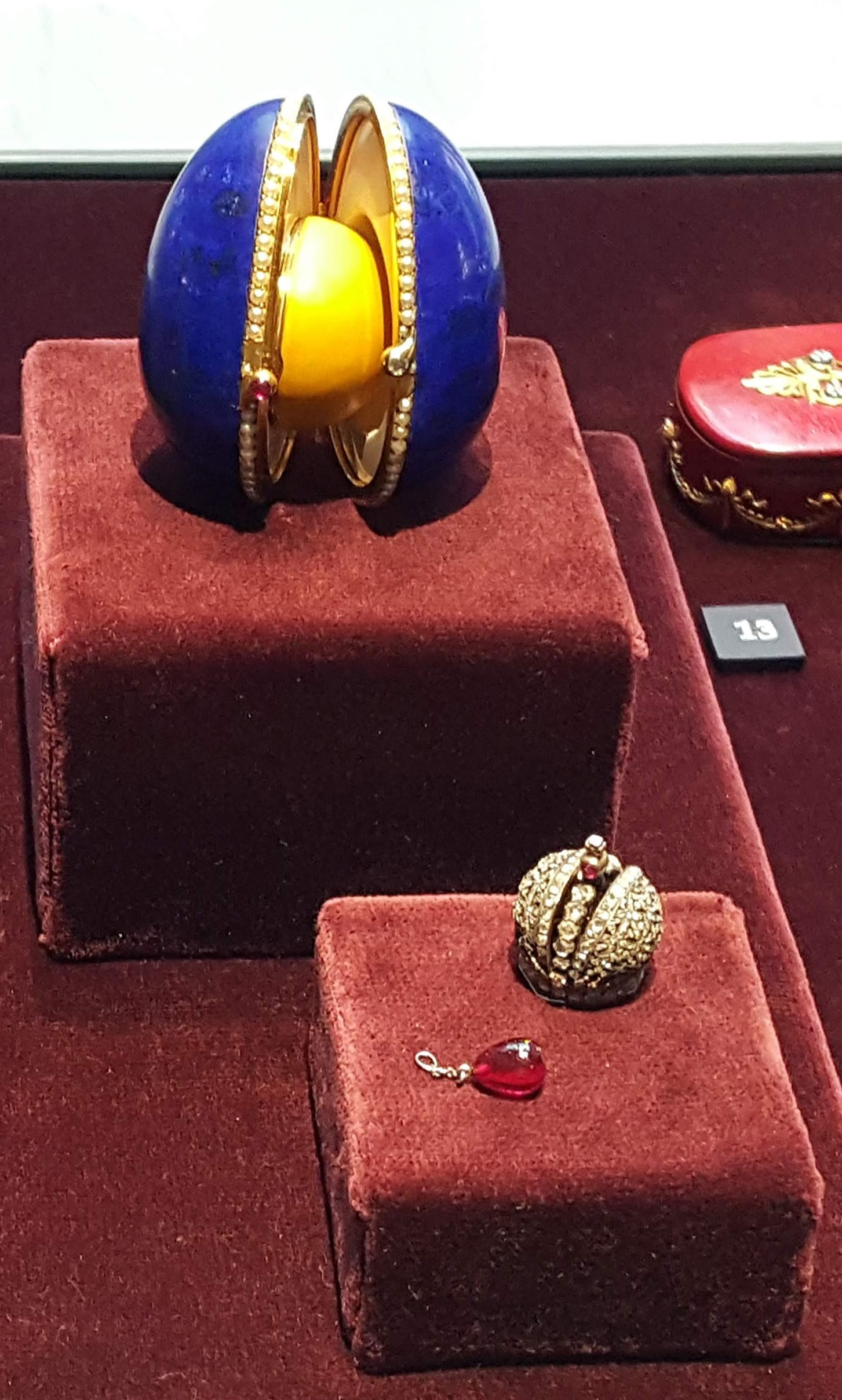
Uovo di lapislazzuli con le sorprese.

Fabergé ha creato varie uova con gallina, d'ispirazione naturalistica, simili all'Uovo scandinavo.
Ad esempio l'Uovo con gallina per Kelch, anch'esso realizzato da Michael Perkhin tra il 1899 e il 1903, si differenzia solo perché è disposto su un fianco ed è impreziosito da diamanti, per il resto le due uova sono praticamente identiche: guscio in smalto rosso su fondo ghiglioscé, albume di smalto bianco opaco, tuorlo di smalto giallo opaco e le galline variopinte con gli occhi realizzati con un diamante taglio rosetta.
Altre uova di Pasqua analoghe includono l'Uovo con gallina del 1885, il primo della serie imperiale e l'Uovo di lapislazzuli che, nel tuorlo, contiene una corona imperiale in miniatura di platino e diamanti con all'interno un pendente di rubino, è privo di marchi e si trova al Cleveland Museum of Art.